# Rinspeed eXasis

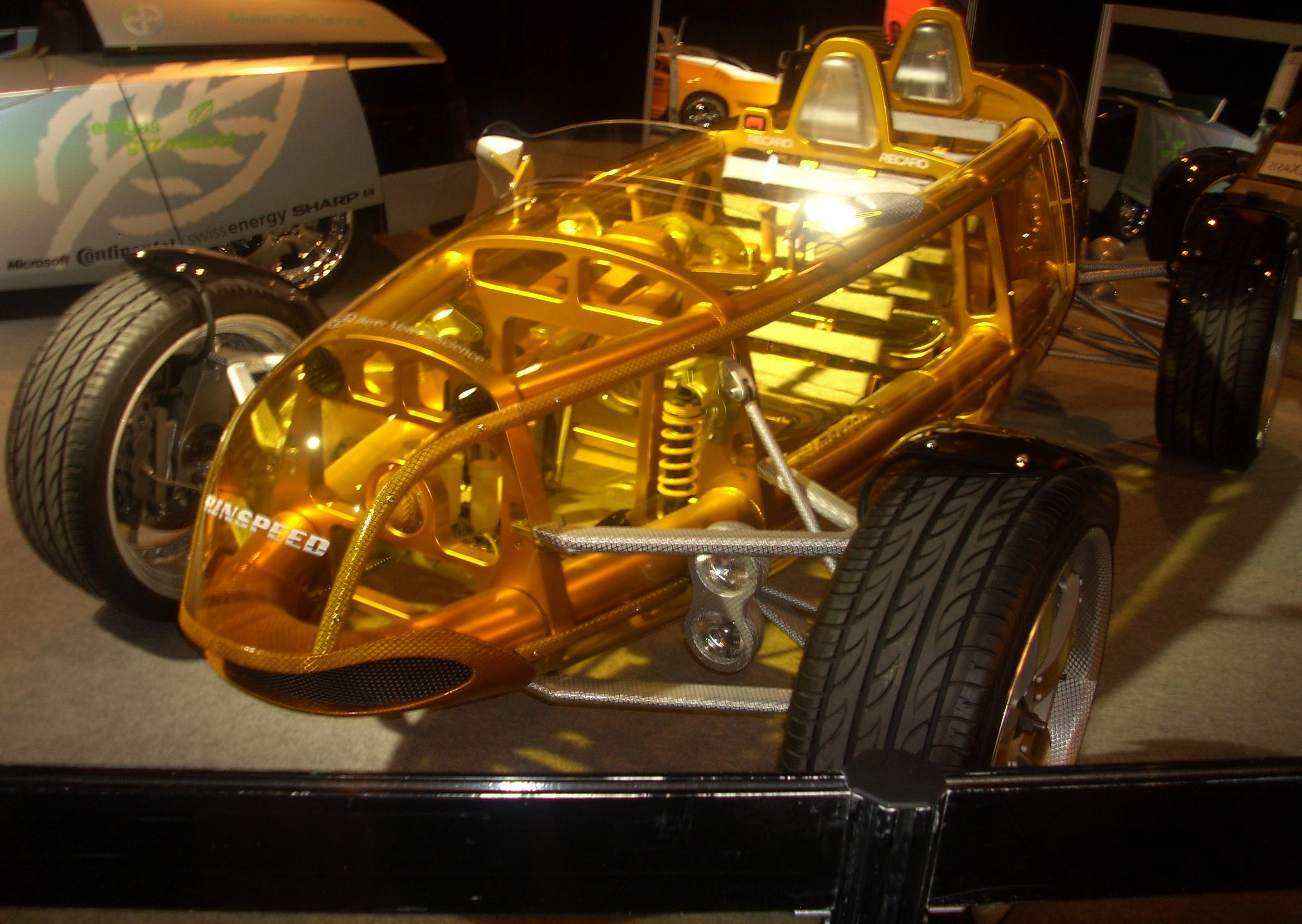
Der Rinspeed eXasis auf der Montreal International Auto Show 2009

Der Rinspeed eXasis ist ein Konzeptfahrzeug des in Zumikon ansässigen Unternehmens Rinspeed. Der Wagen, der gemeinsam mit der Bayer MaterialScience AG entwickelt wurde, feierte seine Premiere auf dem Genfer Auto-Salon 2007.
Das Fahrzeug, das bewusst 40 Jahre nach der Vorstellung des ersten „Ganz-Kunststoff-Autos“ von Bayer, des K67, präsentiert wurde, besteht komplett aus Kunststoff und Aluminium und wird von einem 150 PS starken im Heck sitzenden Turbomotor angetrieben. Dieser bringt das Fahrzeug bei einem Leergewicht von nur 750 Kilogramm auf eine Höchstgeschwindigkeit von etwa 210 km/h.
Die Beschleunigung von 0 auf 100 km/h liegt bei etwa 4,8 Sekunden, als Kraftstoff dient dem Wagen Ethanol.

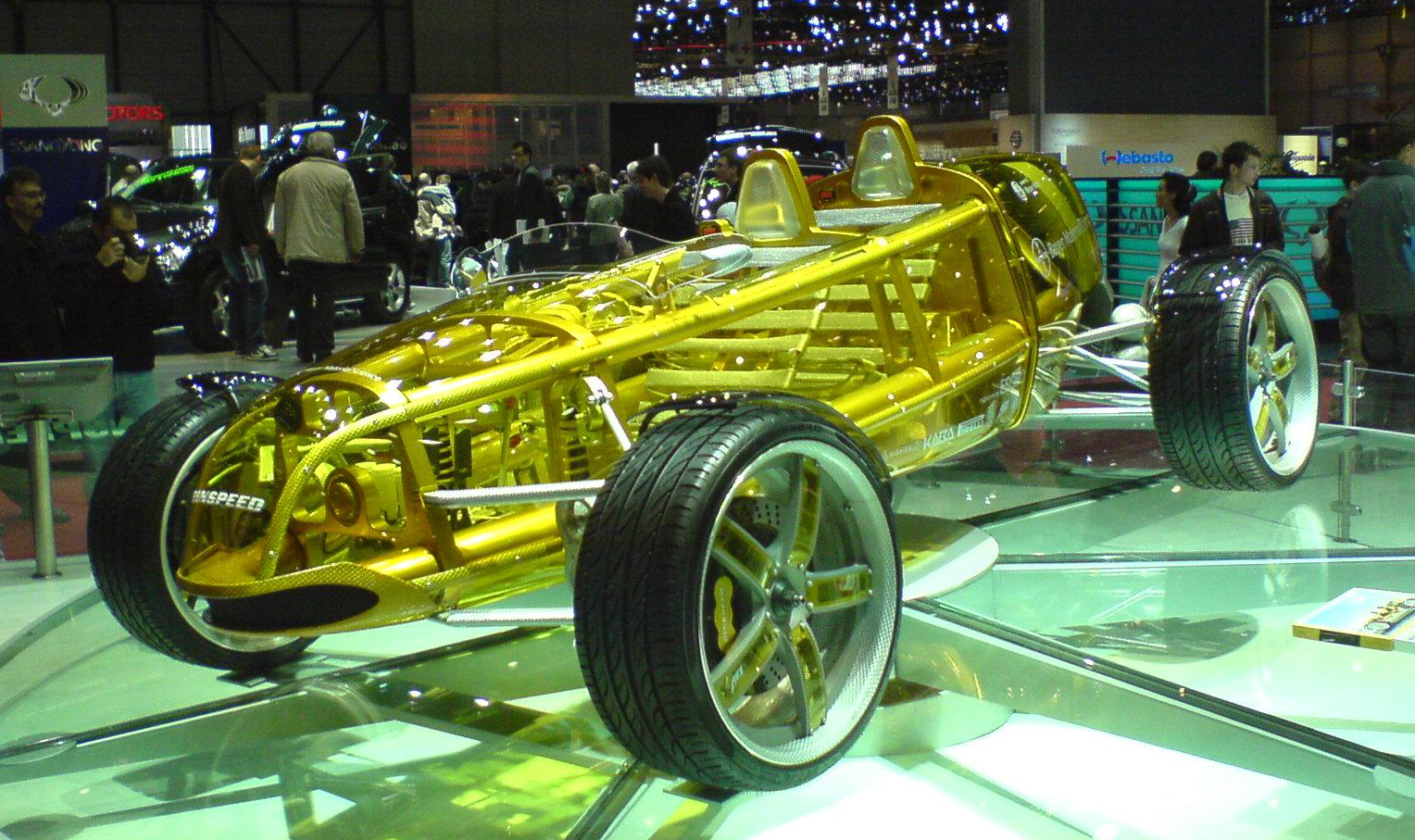
Rinspeed eXasis (Motorshow Geneva 2007)

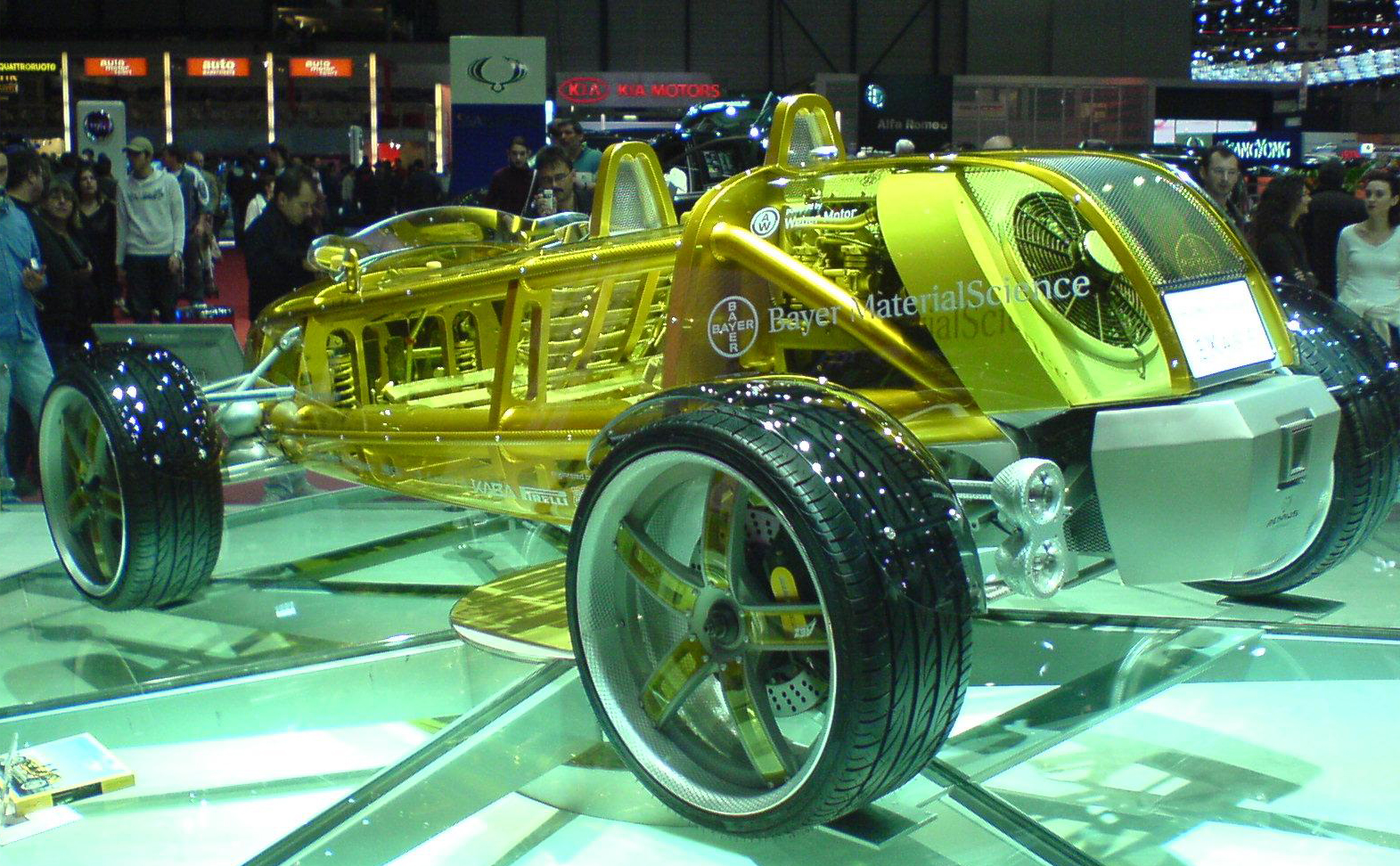
Rinspeed eXasis (Heckansicht) (Motorshow Geneva 2007)